# Weigela japonica
Weigela japonica là một loài thực vật có hoa trong họ Kim ngân. Loài này được Thunb. miêu tả khoa học đầu tiên năm 1780.